# Amnesty (I)
Amnesty (I) è il quarto e ultimo  album in studio del duo di musica elettronica canadese Crystal Castles, pubblicato nel 2016.
Si tratta del primo disco registrato con la nuova cantante Edith Frances, che ha preso il posto di Alice Glass.

## Il disco
Il duo pubblicò sul sito ufficiale i testi all'uscita dell'album. Precedente su vari siti di musica e su vari forum erano presenti solo delle supposizioni riguardo a ciò che Edith stesse cantando nelle varie canzoni.
Femen, se ascoltata al contrario, presenta una versione corale di Smells Like Teen Spirit dei Nirvana.

## Tracce
1. Femen – 2:32
2. Fleece – 2:35
3. Char – 3:08
4. Enth – 3:29
5. Sadist – 2:30
6. Teach Her How to Hunt – 1:55
7. Chloroform – 3:08
8. Frail – 2:49
9. Concrete – 3:16
10. Ornament – 4:07
11. Kept (traccia bonus presente solo sulle copie fisiche dell'album) – 4:02
12. Their Kindness Is Charade – 3:45

## Formazione
- Ethan Kath – strumenti vari, elettronica, voce
- Edith Frances – voce